# Lepidolejeunea queenslandica
Lepidolejeunea queenslandica là một loài Rêu trong họ Lejeuneaceae. Loài này được B. Thiers mô tả khoa học đầu tiên năm 1987.